# George Leuzinger

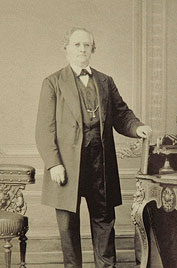
George Leuzinger, 1863

George Leuzinger, auch Georg Leuzinger (* 29. Oktober 1813 in Glarus, Kanton Glarus, Schweizerische Eidgenossenschaft; † 24. Oktober 1892 in Rio de Janeiro, Brasilien), war ein schweizerisch-brasilianischer Verleger, Drucker und Fotograf.

## Leben

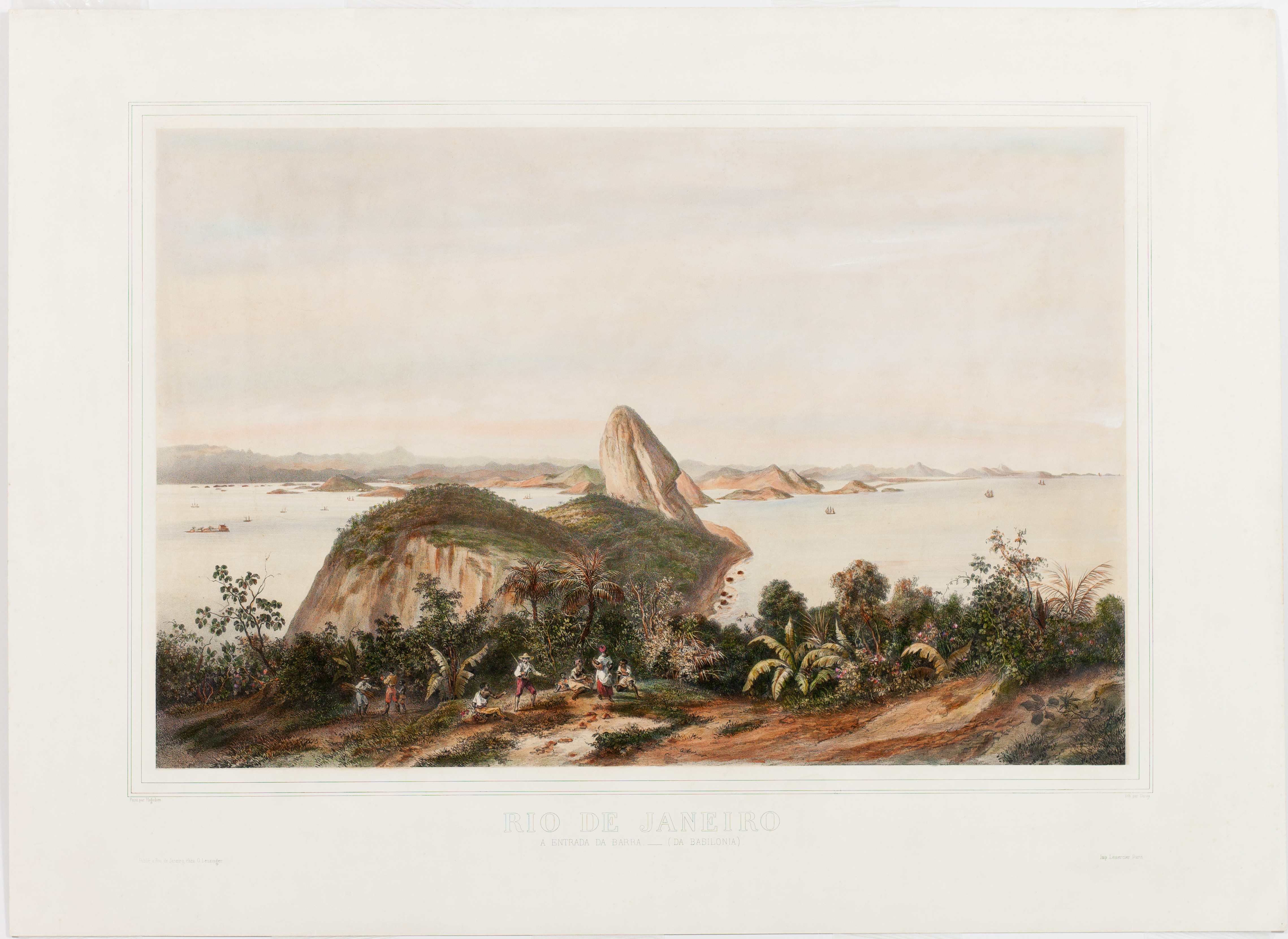
Rio de Janeiro, Ansicht des Zuckerhuts und des Eingangs zur Guanabara-Bucht vom Morro da Babilônia aus, Gravur von Isidore Laurent Deroy nach einer Zeichnung von Friedrich Hagedorn, herausgegeben von George Leuzinger, um 1852

Ansicht von Botafogo, Panoramafotografie von George Leuzinger, um 1870

George Leuzinger kam 1832 im Alter von 19 Jahren in Rio de Janeiro an, vermutlich auf Bitten seines Onkels Jean Jacques Leuzinger, der dort Besitzer eines Kommissions- und Exporthauses war. In diesem Unternehmen erlernte Leuzinger das kaufmännische Geschäft. Im Jahr 1840 erwarb er die Schreibwaren- und Buchbinderwerkstatt seines Schweizer Landsmanns Jean Charles Bouvier. Einige Jahre später erweiterte er die Aktivitäten des Unternehmens durch die Gründung einer Druck- und Gravurwerkstatt, die in den 1850er Jahren damit begann, Lithografien zu vertreiben.
Bald interessierte er sich auch für die Fotografie. Zunächst sandte er Daguerreotypien aus Brasilien nach Paris, wo sie zur Anfertigung kolorierter Lithografien verwandt wurden. 1861 wurde eine Fotoabteilung eingerichtet, deren Leitung um 1865 Albert Frisch übernahm und aus der der bekannte Fotograf Marc Ferrez hervorging.
1865 publizierte Leuzinger einen Katalog von 400 Fotografien, der sowohl eigene Aufnahmen als auch solche anderer Fotografen enthielt. Seine eigenen Aufnahmen zeigen ein entwickeltes Verständnis der künstlerischen Möglichkeiten damaliger Landschaftsfotografie. Aus seiner Firma stammen auch Aufnahmen der tropischen Pflanzenwelt, die 1865 auf einer Expedition des Naturforschers Louis Agassiz entstanden waren und 1868 in dessen Schrift A Journey in Brazil erschienen. Seine Firma gewann Silbermedaillen auf brasilianischen Ausstellungen in den Jahren 1868 und 1873. Auf der Pariser Weltausstellung 1867, der Wiener Weltausstellung 1873 und der Antwerpener Weltausstellung 1885 fanden seine Panoramen eine lobende Erwähnung.
Leuzingers Einrichtung, bekannt als die Casa Leuzinger, deren Leitung später sein Schwiegersohn Franz Keller-Leuzinger übernahm, veröffentlichte darüber hinaus wichtige redaktionelle Werke, wie 1881 den Catálogo da Exposição de História do Brasil (Katalog der Ausstellung zur Geschichte Brasiliens), den der Historiker und Archivar José Honório Rodrigues (1913–1987) später als „das größte bibliografische Denkmal der brasilianischen Geschichte, das jemals errichtet wurde“ betrachtete.